# جوني بليس
جوني بليس (بالإنجليزية: Johnny Bliss)‏ هو لاعب دوري الرغبي أسترالي، ولد في 30 أغسطس 1922 في Chinchilla, Queensland ‏ في أستراليا، وتوفي في 9 سبتمبر 1974 في سيدني في أستراليا.